# HD 163245
HD 163245，又名BD-18 4686，SAO 160909、HR 6679，是一颗恒星，视星等为6.52，位于銀經9.92，銀緯3.16，其B1900.0坐标为赤經17h 50m 2s，赤緯-18° 3.16′ 4″。